# Sông Dubna (Volga)
Sông Dubna (tiếng Nga: Дубна река), tên gọi của một con sông chảy qua các tỉnh Vladimir và Moskva của Liên bang Nga, chi lưu hữu ngạn của sông Volga. Chiều dài 167 km, diện tích lưu vực 5.350 km².
Sông Dubna phát nguyên từ tỉnh Vladimir, giữa các làng Korely và Zazevitovo, gần thị xã Aleksandrov, trên sườn dãy Klinsko-Dmitrovskaya. Ban đầu nó chảy chủ yếu là theo hướng tây. Tại tỉnh Moskva, gần làng Filisovo nó quay ngoặt lại theo hướng bắc, và sau khi hợp lưu với sông Sulat thì nó chảy theo hướng tây nam. Cách làng Verbilki khoảng 6 km nó đổi hướng thành tây bắc. Ở đoạn trung lưu thường bắt gặp những đoạn dài hay biến đổi. Hai bờ chủ yếu là vùng đất thấp lầy lội. Giao thông thủy thích hợp trên đoạn dài 15 km từ làng Berezhok tới cửa sông. Sông Dubna đổ vào sông Volga ở phía đông thành phố Dubna, 8 km phía dưới đập chắn nước Ivankovskaya.
Các sông, suối nhánh chính: tả ngạn — Kunya, Kubzha, Velya, Sestra (lớn nhất); hữu ngạn — Sulat và Khotcha.